# Илона Усович
Илона Викторовна Усович (блр. Ілона Усовіч; Червењ, 14. новембар 1982) је белоруска атлетичарка, специјалиста за трчање на 400 метара. Од 2005. је репрезентативка Белорусије и чланица штафете 4 х 400 м.
Њена старија сестра Свјатлана Усович је такође атлетичарка у дисциплини 400, а заједно су чланице белоруске штафете 4 х 400 метара, дисциплини у којој су постигле највеће успехе.

## Биографија
Заједно са сестром је ишла у националну спортску школу у Минску. На међународној сцени дебитовале су на Светском првенству у дворани 2004. у Будимпешти, као део белоруске штафете 4 к 400 метара, која је резултатом 3:29,96 освојила друго место и поставила нови национални рекорд. Исте године на Олимпијским играма у Атини штафета није успела да се пласира у финале.
У 2005. на Европском првенству у Мадриду је четврта на 400 м, а на Светском првенству у Хелсинкију долази до полуфинала, док је штафета дисквалификована.
На Светском првенству 2006. у Москви штафета осваја бронзу а појединачно је опет заустављена у полуфиналу, а у Гетеборгу на Европском првенству, појединачно је била пета, а са штафетом у саставу Јулијана Јушчанка, Свјатлана Усович, Ана Козак, Илона Усович је освојила сребро.
Највећи успех у досадашњој каријери постигла је на Европском првенство у дворани 2007. у Бирмингему где је освојила златну медаљу са штафетом поставивши национални и рекорд европских првенстава, а појединачној конкуренцији сребро са личним рекордом. Исте године у Осаки, у предтакмичењу и полуфиналу обара државне рекорде на 400 метара, а у финалу заузима 7. место. Штафета је била пета такође са државним рекордом.
У олимпијској години 2008. на Светском првенству у Валенсији са штафетом је друга, а у Пекингу штафета је била 4 опет са новим националним рекордом, а у појединачној конкуренцији није учествовала.
Наредне две године је није било на великим такмичењима, да би у 2011. поново била члан штафете на Светском првенству у Тегуу где су освојили шесто место.
Илона Усович је првакиња Белорусије на 400 метара на отвореном била 2006, а у дворани 2006. и 2007.